# Idrijsko hribovje
Idrijsko hribovje (Hügel- oder Bergland von Idrija) ist die slowenische Bezeichnung für ein hügeliges mittelgebirgiges Hügelland am südöstlichen Rand der Julischen Alpen respektive Nordrand des Karst im Südwesten Sloweniens. Der höchste Punkt der Idrijsko hribovje ist der 1170 m hohe Berg Planinica.

## Lage und Landschaft
Das Gebiet liegt etwa 50 Kilometer westlich von Ljubljana, 40 Kilometer nordöstlich von Triest, und 20 Kilometer östlich von Gorica (Gorizia, Görz). Es erstreckt sich mit Höhen um 700 bis 1000 Meter westlich von Idrija über 20 km und umfasst etwa 200 km².
Die Landschaft befindet sich zwischen dem Tal der Idrijca im Norden, Osten und Südosten, und der Trebuščica, einem Idrijca-Nebenfluss, im Westen und Südwesten. Nordwestlich liegt die Šentviška Planoia, nördlich die Cerkljansko hribovje, östlich die Rovtarsko hribovje, südlich der Trnovski gozd (Ternowaner Wald), und westlich die Hügelkette Govci. Mitten durch das Gebiet zieht sich die Talung Hotenja – Kanomljica von Dolenja Trebuša bis Idrija. Im Nordteil ist der Jelenk mit 1107 m die höchste Erhebung.
Das Gebiet bildet den Übergang der Alpen zum Hochkarst der Dinariden, das Bergland selbst ist schon verkarstet und höhlenreich, aber noch gut waldbestanden.
Der Südteil gehört zum Natura-2000-Gebiet Trnovski gozd – Nanos, im Südosten, am Oberlauf der Idrijca, liegt der Naturpark Zgornja Idrijca (Krajinski park Zgornja Idrijca). Sonst finden sich noch etliche kleinere Schutzgebiete.